# Kurt Moberg
Kurt Olof Moberg, född 31 december 1932 i Helsingfors, död 2 oktober 2016 i Esbo, var en finländsk arkitekt och stadsplanerare.
Kurt Moberg utbildade sig till arkitekt  1953–1960 på Tekniska högskolan vid Sandvikstorget i Helsingfors. Han arbetade under studietiden på Woldemar Baeckmans arkitektkontor och fortsatte där efter examen 1960.
Han deltog under studieåren på 1950-talet på flera veckors studieresor, arrangerade av professorn i arkitekturhistoria Nils Erik Wickberg, bland annat till Danmark, Tyskland, Frankrike och Italien. På 1957 års resa lärde han känna verk av Le Corbusier, som kapellet Notre Dame du Haut i Ronchamp och hyreshusen Unité d'habitation i Marseille.
Kurt Moberg är mest känd för Urdsgjallar, ett studentnationshus i Otnäs i Esbo för Teknologföreningen vid Tekniska högskolan (nuvarande Aalto-universitetet). Han vann en tävling 1962 med tävlingsförslaget "Bacci Tempus" i brutalistisk stil. Huset invigdes 1966.
Kurt Moberg var gift med inredningsarkitekten Thua Moberg. Paret hade barnen Camilla och Mikael.

## Verk i urval
- Kontorsbyggnaden på Högbergsgatan 32 i Helsingfors
- Oy Asea Ab:s lager- och industribyggnad i Kilo, Esbo, 1961
- Urdsgjallar, studentnationshus i Otnäs i Esbo, 1966
- Planering av Ahtiala för 60 000 invånare i Lahtis